# Giuseppe Vergani
Giuseppe Carlo Vergani (fl. 1738-1741) è stato un matematico e scrittore italiano.

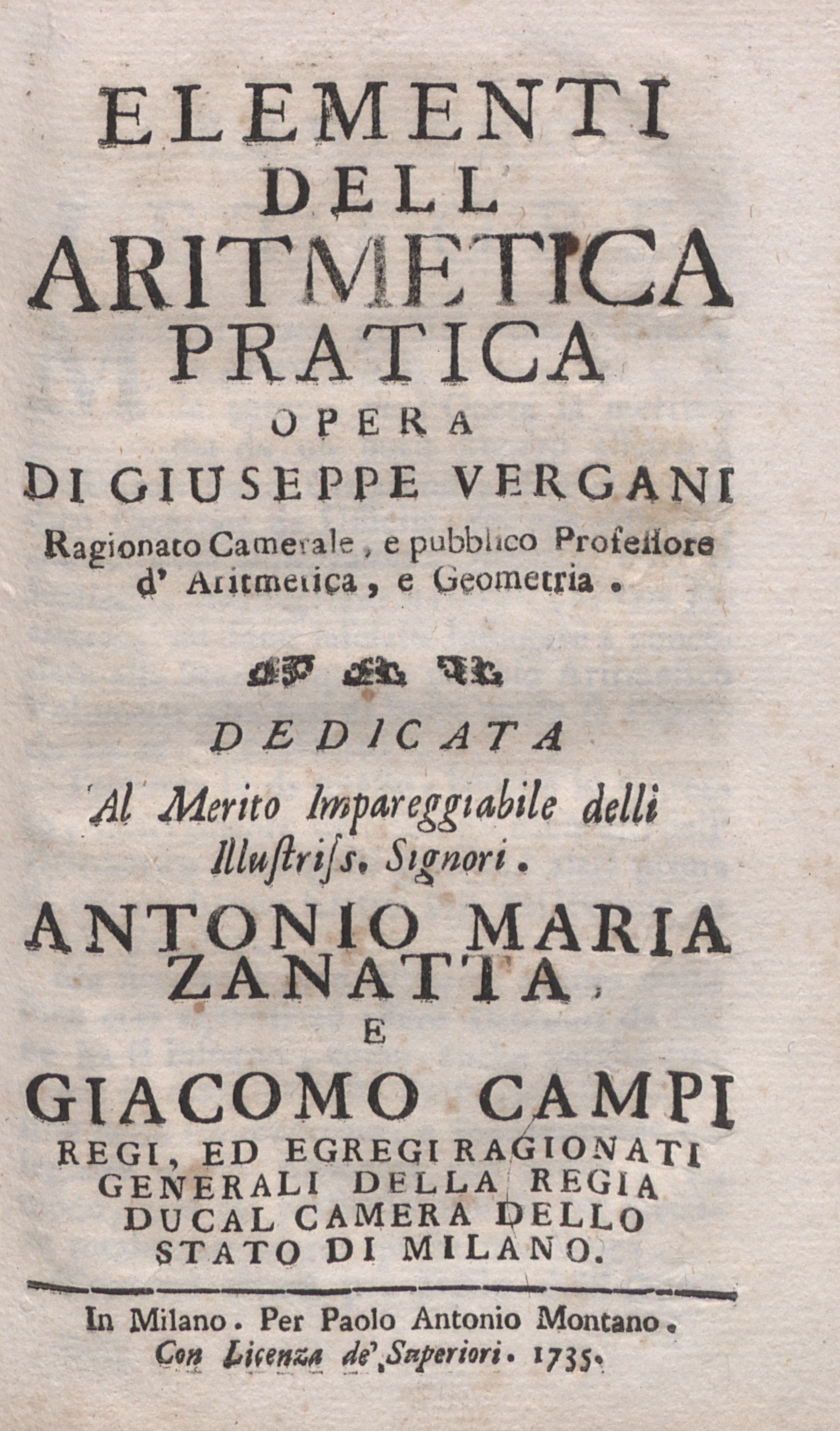
Elementi dell'aritmetica pratica, 1735

Ragionato camerale presso il Ducato di Milano, fu professore pubblico di aritmetica e geometria. Appartiene al cosiddetto "periodo contabilista" della ragioneria in Italia e le sue opere ebbero diverse ristampe.

## Opere

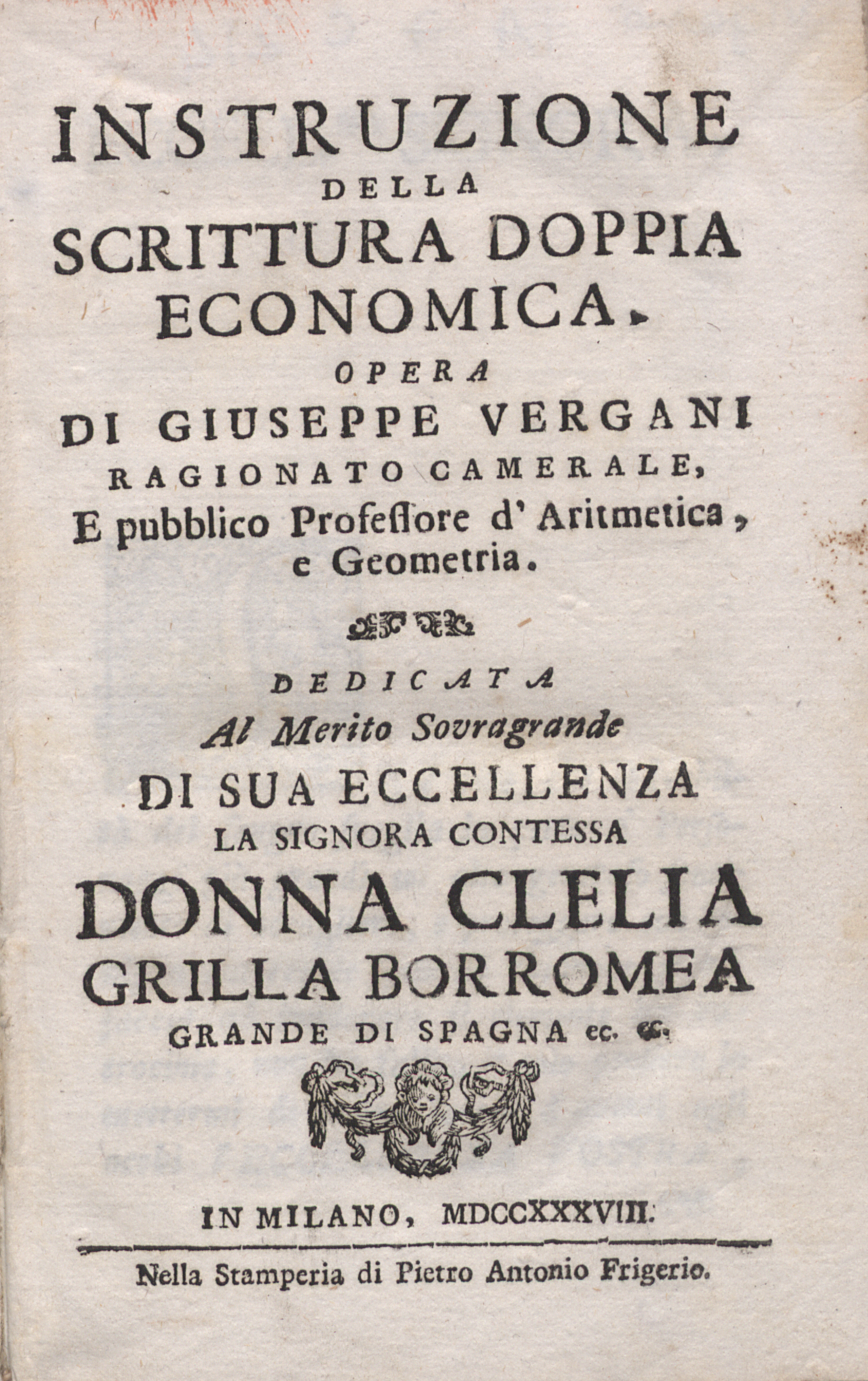
Instruzione della scrittura doppia economica, 1738

- Elementi dell'aritmetica pratica, Milano, Paolo Antonio Montano, 1735.
- Instruzione della scrittura doppia economica, Milano, Pietro Antonio Frigerio, 1738.